# الهدية العظيمة
الهدية العظيمة هي قصة قصيرة كتبها فيليب فان دورين ستيرن في عام 1943 وهي تستند بشكل كبير إلى رواية تشارلز ديكنز A Christmas Carol والتي أصبحت أساس الفيلم إنها حياة رائعة (1946). نُشر ككتيب ذاتيًا عام 1943 ونُشر ككتاب عام 1944.
تم ترشيح الفيلم لخمسة جوائز أوسكار وتم الاعتراف به من قبل American Film Institute وصنف كواحد من أفضل 100 فيلم أمريكي تم إنتاجه على الإطلاق،  حيث اعتلى القائمة واحتل المرتبة 11 في قائمة أعظم الأفلام لعام 1998 والمركز الأول على قائمته لأكثر الأفلام إلهامًا في الأفلام الأمريكية في كل العصور.

## ملخص المؤامرة
جورج برات هو رجل يفتقر الرضى عن حياته ولا طالما كان يفكر في الانتحار. بينما كان يقف على جسر في عشية عيد الميلاد اقترب منه رجل غريب يرتدي ملابس غير لائقة ولكنه حسن الأخلاق وكان يحمل حقيبة وبدأ الرجل في التحدث وأخبر جورج أنه يتمنى لو لم يولد أبدًا وظل يخبره أن رغبته قد تحققت وأنه لم يولد قط وايضا اخبر جورج أنه يجب أن يأخذ الحقيبة معه ويتظاهر بأنه بائع فرش من الباب إلى الباب إذا خاطبه أحد.
وحينما عاد جورج إلى بلدته اكتشف أن لا أحد يعرفه واتخذ أصدقاؤه مسارات مختلفة وغالبًا ما تكون أسوأ بسبب غيابه. لاقى شقيقه الصغير حتمه في حادث سباحة دون أن ينقذه جورج. وجد جورج المرأة التي يعرفها على أنها زوجته متزوجة من شخص آخر. قدم لها فرشاة تنجيد مجانية لكن زوجها أجبره على مغادرة المنزلفين حين يتظاهر ابنهما بإطلاق النار عليه بمسدس لعبة ويصرخ، «أنت ميت. لماذا لا تموت؟»
يعود جورج إلى الجسر ويسأل الرجل الغريب عن الذي حصل معه ويقول له الرجل أن جورج أراد المزيد عندما كان قد حصل بالفعل على أعظم هدية على الإطلاق: هبة الحياة. ثم يبدأ يستوعب جورج الدرس ويطلب من الرجل أن يعيد حياته ويوافق الرجل على ذلك. عاد جورج ادراجه ويجد كل شيء قد عاد إلى طبيعته. يحتضن زوجته ويخبرها أنه اعتقد أنه فقدها بينما هي في حيرة من امرها وبينما هو على وشك الشرح تصطدم يده بفرشاة على الأريكة خلفه دون أن يستدير استوعب جورج أن الفرشاة هي الفرشاة التي قدمها لها سابقًا.

## الشخصيات
- جورج برات ، رجل انتحاري، يتمنى لو لم يولد
- الغريب ، رجل غريب، لم يتم التعرف عليه من قبل، منح أمنية جورج واستعادها فيما بعد
- ماري تاتشر ، زوجة جورج في الجدول الزمني الأصلي
- جيمس 'جيم' سيلفا ، مالك شركة عقارات تبيع البنك في الجدول الزمني البديل
- آرثر 'آرت' جينكينز ، زوج ماري في الجدول الزمني البديل
- با برات ، والد جورج
- ما برات ، والدة جورج
- هاري برات ، شقيق جورج، الذي أنقذ جورج حياته في الجدول الزمني الأصلي
- براوني ، با وبولدوج ما
- مارتي جينكينز ، شقيق آرثر، ولص سرق 50000 دولار من البنك في الجدول الزمني البديل
- هانك بيدل ، مالك شجرة القيقب، حطم جورج سيارته في الجدول الزمني الأصلي

## تاريخ
أنهى ستيرن القصة القصيرة البالغ عددها 4100 كلمة في عام 1943 بعد العمل عليها منذ نوفمبر 1939.  لم يتمكن من العثور على ناشر أرسل 200 نسخة كان قد طبعها ككتيب من 21 صفحة  إلى الأصدقاء كهدية لعيد الميلاد في ديسمبر 1943. 
لفتت القصة انتباه منتج RKO Pictures ديفيد هيمبستيد، الذي عرضها على الممثل كاري غرانت. أصبح جرانت مهتمًا بلعب الدور الرئيسي. اشترت RKO حقوق الصور المتحركة مقابل 10000 دولار في أبريل 1944. بعد أن عمل العديد من كتاب السيناريو على التعديلات، باع RKO حقوق القصة في عام 1945 إلى شركة إنتاج فرانك كابرا لنفس مبلغ 10000 دولار، والذي قام بتكييفه في فيلم It's a Wonderful Life .
نُشرت القصة لأول مرة في شكل كتاب في ديسمبر 1944، مع رسوم إيضاحية لرافائيللو بوسوني. باعها ستيرن أيضًا لمجلة Reader's Scope ، التي نشرت القصة في عددها الصادر في ديسمبر 1944، ولمجلة Good Housekeeping ، التي نشرتها تحت عنوان The Man Who Was Never Born في عددها الصادر في يناير 1945 (نُشر في ديسمبر 1944).
وفقًا لمعهد الفيلم الأمريكي وTurner Classic Movies ، لم يقم ستيرن بحقوق نشر القصة حتى عام 1945، عندما باع حقوق الفيلم.   جدد ستيرن حقوق الطبع والنشر في عام 1971، في العام الثامن والعشرين بعد نشر الكتيبات الأصلية في ديسمبر 1943. استخدمت Republic Pictures حقوق الطبع والنشر المتأخرة للقصة الأصلية لفرض حقوق الطبع والنشر غير المباشرة على إنها حياة رائعة ، والتي سقطت هي نفسها في المجال العام في عام 1975.

## فيلم
بناء على اقتراح من رئيس استوديو RKO تشارلز كورنر، قرأ فرانك كابرا "The Greatest Gift" وشاهد على الفور إمكانات فيلمها. في عام 1945، قامت شركة RKO ، التي كانت حريصة على تفريغ المشروع، ببيع الحقوق لشركة إنتاج Capra ، Liberty Films ، التي لديها اتفاقية توزيع من تسعة أفلام مع RKO ، مقابل 10000 دولار، وألقت بثلاثة تعديلات نصية مجانًا. ادعى كابرا أن النص تم شراؤه مقابل 50000 دولار. جلب كابرا، جنبًا إلى جنب مع الكتاب فرانسيس جودريتش وألبرت هاكيت، وجو سويرلينج، ومايكل ويلسون، ودوروثي باركر «تلميع» النص،  حول القصة وأجزاء من النصوص الثلاثة إلى سيناريو أعاد كابرا تسميته . حياة رائعة . خضع السيناريو للعديد من التنقيحات خلال مرحلة ما قبل الإنتاج وأثناء التصوير. ذهب الفضل النهائي في السيناريو إلى جودريتش وهاكيت وكابرا، مع «مشاهد إضافية» لجو سويرلينج.
في الفيلم، لعب جيمس ستيوارت الشخصية الرئيسية (التي أعيدت تسميتها إلى جورج بيلي)، ولعبت دونا ريد دور الغريب (الذي أعيد تخيله كملاك يدعى كلارنس أودبودي)، ولعبت زوجة جورج (أعيدت تسميتها ماري هاتش) دونا ريد. تم أخذ أسماء بعض الشخصيات في الفيلم من شخصيات في القصة، ولكن تم إعطاؤها شخصيات أو أدوارًا مختلفة في القصة (على سبيل المثال، كان السيد بوتر يمتلك استوديو تصوير في القصة، لكنه كان مصرفيًا متواطئًا في الفيلم). في الواقع الذي لم يولد فيه جورج أبدًا، لم تتزوج ماري أبدًا في الفيلم، لكنها في القصة تتزوج من رجل يدعى Art Jenkins.